# Za našu ljubav
"Za našu ljubav" ("Pelo nosso amor") foi a canção que representou a Bósnia e Herzegovina no Festival Eurovisão da Canção 1996 que se realizou em Oslo no dia 18 de maio de 1996.
A referida canção foi interpretada em bósnio por Amila Glamočak. Foi a vigésima-primeira canção a ser interpretas ana noite do festival, a seguir à canção polaca "Chcę znać swój grzech…", interpretada por Kasia Kowalska e antes da canção eslovaca "Kým nás máš", cantada por Marcel Palonder. Terminou a competição em vigésimo-segundo lugar (penúltimo), tendo recebido 13 pontos. No ano seguinte, em 1997, a Bósnia e Herzegovina foi representada pela canção Goodbye, interpretada por Alma Čardžić.

## Autores
- Letrista: Adnan Bajramović
- Compositor:  Sinan Alimanović, Adnan Bajramović, Aida Frljak
- Orquestrador:Sinan Alimanović

## Letra
A canção é uma balada de amor, com a cantora explicando que vive apenas pelo "nosso amor", mesmo que ele dure apenas uma noite.

## Versões
A cantora lançou uma versão em inglês desta canção intitulada "For our love (I'll die without you) "